# جو لين
جو لين (بالإنجليزية: Joe Lane)‏ (11 يوليو 1892 في المملكة المتحدة - 1 فبراير 1959 في المملكة المتحدة) هو لاعب كرة قدم بريطاني (وحمل سابقاً جنسية المملكة المتحدة لبريطانيا العظمى وأيرلندا) في مركز الهجوم. لعب مع برمنغهام سيتي ونادي بلاكبول ونادي سندرلاند ونادي فيرينتسفاروشي ونادي ميلوول ونادي واتفورد.